# Tove Meyer (poet)
Tove Margaret Meyer, född 1 juli 1913 i Usserød i Birkerøds socken, död 14 januari 1972 (självmord) i Virum, var en dansk författare och poet.
Tove Meyer växte upp i det lilla samhället Holte på Nordsjälland. Hon var dotter till grosshandlaren Ludvig August Meyer och Hedevig Susanne Kathrine, född Kierulff. Efter mellanskoleexamen 1928 genomgick hon hushållsskola. Därefter gick hon i lära i trädgårdsskötsel och anställdes som husföreståndare. Vid sidan om arbetet översatte hon ett halvt dussin böcker till danska. Hon gifte sig 1952 med adjunkten och litteraten Paul Nakskov, med vilken hon 1954 fick dottern Susanne.
Meyer debuterade som poet 1935 med den sensymbolistiska diktsamlingen Guds Palet, som hon dedikerade till poeten Helge Rode. Denne hade hjälpt henne med att påbörja sin författarbana. Återkommande teman i Meyers diktsamlingar är längtan, ensamhet och barndom och hon använde ofta ett bildspråk som anknöt till naturen, däribland havet. I de följande diktsamlingarna Efter Regn (1940), Skygger paa Jorden (1943), och Drømte dage (1952) utvecklades hennes poesi mot en mer modernistisk riktning. Därefter dröjde det till 1961 innan nästa diktsamling, Havoffer, gavs ut och ytterligare sex år innan hennes sista diktsamling, Brudlinier, publicerades. Från och med 1967 tilldelades hon ersättning från Statens Kunstfond och från 1969 fick hon en livslång ersättning.

## Erkännanden
- Forfatterforbundets Legat (1944)
- Emma Bærentzens Legat (1945)
- Kai Hoffmann Legatet (1947)
- Kooperativa Förbundets Stipendium (1956)
- Hulda Lütken og Jacobs legat (1959)
- Edith Rode Legatet (1961)